# 長崎暢子
長崎 暢子（ながさき のぶこ、1937年12月20日 - ）は、日本の歴史学者。東京大学名誉教授。東京都出身。専門は、インド近代史、南アジア地域研究。博士（文学）（東京大学、1993年）。

## 略歴
- 1955年　東京都立新宿高等学校卒業
- 1961年　東京大学文学部東洋史学科卒業
- 1964年　東京大学大学院人文科学研究科博士課程退学、東京大学東洋文化研究所助手
- 1965年　国際インド学校留学（1966年まで）
- 1976年　東京大学教養学部助教授
- 1987年　東京大学教養学部教授[1]
- 1993年　東京大学 文学博士　論文の題は「第二次世界大戦期におけるインド民族運動 - インド国民軍との関係再考 」[2]。
- 1997年　定年退官　名誉教授　龍谷大学国際文化学部教授
- 2008年　龍谷大学人間科学・宗教・総合研究センター研究フェロー
- 公益財団法人日印協会顧問[3]

## 人物
- 最初の夫は評論家の長崎浩、現在の夫は経済学者の杉原薫。
- 安保闘争で犠牲者となった樺美智子は同級生。

## 著書
- 『インド大反乱1857年』（中公新書） 1981年、のちちくま学芸文庫 2022年
- 『インド独立 - 逆光の中のチャンドラ・ボース』（朝日新聞社） 1989年
- 『ガンディー - 反近代の実験』（岩波書店） 1996年
- 『インド - 国境を越えるナショナリズム』（岩波書店） 2004年

### 編著
- 『南アジアの民族運動と日本』（アジア経済研究所） 1980年）
- 『現代南アジア（1）地域研究への招待』（東京大学出版会） 2002年

### 共編著
- 『現代アジア論の名著』（山内昌之、中公新書） 1992年
- 『世界の歴史（27） 自立へ向かうアジア』（狭間直樹、中央公論新社） 1999年、のち中公文庫 2009年
- 『紛争解決暴力と非暴力』（清水耕介共編著、ミネルヴァ書房） 2010年

## 翻訳
- 『新しいインド近代史 - 下からの歴史の試み』（スミット・サルカール、研文出版） 1993年